# Cuarteto Cedrón
Le Cuarteto Cedrón est un groupe de musiciens argentins né à Buenos Aires en 1964. L’une de ses particularités est d’avoir introduit dans le monde du tango des poèmes non conçus pour être chantés, œuvre qui configure une imposante anthologie poétique mise en musique par Juan Cedrón (1939-), également guitariste et chanteur.

## Histoire
Entre 1964 et 1974, d’abord en tant que trio (Juan Cedrón, composition, guitare et chant), César Stroscio (bandonéon), Miguel Praino (violon alto), puis en tant que quatuor, à la suite de l’incorporation de Jorge Sarraute à la contrebasse, le groupe travaille en Argentine. Il produit ses premiers albums (Madrugada, Cuerpo que me querés, Fábulas) et mène une série d’expériences novatrices tels que Gotán (premier café-concert de Buenos Aires), les cycles « tango et littérature », présentations musicales dans les librairies et les galeries de peinture, coexistant avec les salles ad hoc. À la suite de la rencontre avec Paco Ibáñez, le Cuarteto commence à se présenter en Europe, puis s’installe en France en 1974, dans un contexte de persécution politique en Argentine. Avec Ibañez Juan Cedrón enregistre un disque en occitan : Lei cansoun de Pascau : E quatre inedit 
Entre 1974 et 2004 le groupe réside à Paris. Carlos Carlsen devient le quatrième membre (basse électrique, violoncelle) depuis le début des années 1970 jusqu’à la fin des années 1980, date à laquelle il quitte le groupe, en compagnie de César Stroscio. Au cours de ces trente années, le Cuarteto Cedrón se présente sur les plus grandes scènes françaises et européennes (Olympia, Bobino, Théâtre de la Ville, La Fenice, Elizabeth Queen, Concertgebouw, entre autres) et n’a de cesse de développer et d’approfondir ce qui a été créé à Buenos Aires : une certaine manière de faire du tango et d’interpréter la relation poétique-musicale.
La rencontre avec le public français est marquée par quelques événements clés comme la Fête de l’Humanité de l’année 1973, les albums Du Chant du Coq, De Argentina, Chances, Traditionnel. Tout au long de son parcours, le Cuarteto Cedrón a fait coexister dans son répertoire ses propres créations et des classiques du tango argentin. Toujours moderne, toujours traditionnel, le Cuarteto Cedrón résiste aux étiquettes. Parmi les auteurs chantés : Raúl González Tuñón, Julio Huasi, Juan Gelman, Francisco Urondo, César Vallejo, Bertolt Brecht, Dylan Thomas, Julio Cortázar, Homero Manzi, Acho Manzi, Luis Alposta, Pedro Atienza, Miguel Angel Bustos.

## Discographie
- 1972 : De Argentina, Polydor POL 340, 2480 143, Original recording by Polydor Spain
- 1973 : Le Chant du coq, cantate, distribution Polidor POL 340, 2393 063, réédition 1988, distribution Musidisc
- 1975 : Cuarteto Cedron. Chansons d'amour d'Occitanie et autres histoires, Polydor, POL 340, 2393 123
- 1977 : Cuarteto Cedron Chances - Cantate et instrumentaux. Polydor 2473 082
- 1977 : Paco Ibañez chante Pablo Neruda. Cuarteto Cedrón chante Raúl González Tuñón, Polydor POL 268, 2473 068
- 1976 : L'Affiche rouge, Polydor, 2056 575, bande originale du film de Frank Cassenti